# ウッチャイヒシュラヴァス

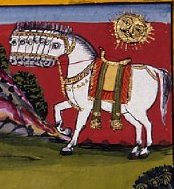
ウッチャイヒシュラヴァス

ウッチャイヒシュラヴァス（サンスクリット: उच्चैःश्रवस्、長い耳、あるいは大きな嘶きの意）はインド神話に登場する7つの頭を持った空を飛ぶ馬である。神々が乳海攪拌を行った際に生まれ出た。ウッチャイヒシュラヴァスは最高の馬であり、馬の模範であり、馬の王と考えられている。しばしば、インドラ（神の中の王）のヴァーハナとして描かれる一方、マハーバリ（アスラの王）の馬であるとされる場合もある。また、純白の毛色を持つとされている。
ジョージ・ハリスンのレーベル、ダーク・ホース・レコードのロゴはウッチャイヒシュラヴァスがモデルになっている。

## 神話と聖典の中での言及

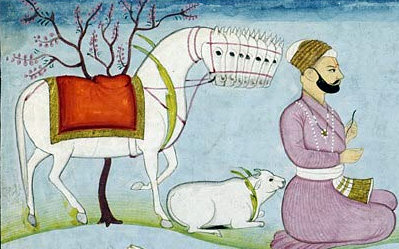
7つの頭と翼を持ったウッチャイヒシュラヴァスとその他、乳海攪拌から生まれた秘宝

『マハーバーラタ』ではウッチャイヒシュラヴァスは乳海攪拌から生まれ出て、それをインドラが捕らえて彼のヴァーハナにしたと語られている。このときの乳海攪拌では他にもラクシュミー（幸運の女神でヴィシュヌの妻）やアムリタ（不老不死の霊薬）、その他の秘宝がウッチャイヒシュラヴァスとともに生まれ出ている。ウッチャイヒシュラヴァスが乳海攪拌で生まれたという話は『ラーマーヤナ』、『ヴィシュヌ・プラーナ』、『マツヤ・プラーナ』、『ヴァーユ・プラーナ』など様々な文献で語られている。一方でウッチャイヒシュラヴァスを除けば乳海攪拌から生まれたとされる秘宝はそれぞれの文献ごとに異なっており、ウッチャイヒシュラヴァスだけが概ねのバリエーションで共通して語られている。
ウッチャイヒシュラヴァスは『バガヴァッド・ギーター』でもクリシュナ（ヴィシュヌのアヴァターラ）とアルジュナの講話の中で言及されている。クリシュナが自分が宇宙の根源であると告白する場面で、自分は馬で言うところのウッチャイヒシュラヴァスであると例えている。
12世紀に書かれたハリハラチャトゥランガ（Hariharacaturanga）では創造神ブラフマーが生贄の儀式を行った際にウッチャイヒシュラヴァスという名の翼の生えた白馬が生まれたと言及されている。また、乳海攪拌より生まれたウッチャイヒシュラヴァスはアスラ王マハーバリによって捕らえられ、彼は多くの困難な事を成し遂げる為にウッチャイヒシュラヴァスを利用したと言われている。『ヴィシュヌ・プラーナ』ではプリトゥが最初の地上の王として就任し、続いてそれぞれの王が即位する。そしてウッチャイヒシュラヴァスが馬の王の地位を与えられている。
『マハーバーラタ』ではカシュヤパの妻である姉妹、ヴィナターとカドゥルーがウッチャイヒシュラヴァスの尾の色を巡って賭けをしている。ヴィナター（ガルダとアルナの母）は白い方に賭け、一方でカドゥルーはウッチャイヒシュラヴァスの尾は黒であると予想した。そしてこの賭けに負けた方は勝者の奴隷となる約束が結ばれた。カドゥルーは前もって彼女の息子であるナーガ（ヘビ）たちにウッチャイヒシュラヴァスの尾を覆い隠すように言いつけた。彼女たちが確認するとナーガたちに覆い隠された尾は黒く見え、したがってカドゥルーが勝者となった。カーリダーサの叙事詩『クマーラ・サンバヴァ』では比類無き馬でありインドラの栄光であるウッチャイヒシュラヴァスは、アスラのターラカによって天界から奪われたと語られている。
『デーヴィ・バーガヴァタ・プラーナ』では太陽神スーリヤの息子であるレヴァンタがウッチャイヒシュラヴァスに跨りヴィシュヌの居を訪れた際に、ラクシュミーがウッチャイヒシュラヴァス、すなわち彼女の兄の燦然と輝く姿に目を惹かれうっかりとヴィシュヌの質問を聞き逃してしまう。ヴィシュヌはラクシュミーがウッチャイヒシュラヴァスに色情を抱いたのではないかと訝り、来世で雌馬に生まれ変わるようにとラクシュミーに呪いをかけた。